# EuroCup Women 2014-2015
L'EuroCup Women 2014-2015 è stata la tredicesima edizione del torneo europeo di secondo livello per squadre femminili di club di pallacanestro. Il torneo ha avuto inizio il 5 novembre 2014 con la prima giornata della stagione regolare e si è concluso il 26 marzo 2015 con la gara di ritorno della finale.
Il trofeo è stato vinto dalle francesi del Villeneuve d'Ascq che hanno sconfitto in finale le belghe del Castors Braine.

## Regolamento
Alla regular season partecipano 31 squadre da 11 paesi, divise in 7 gruppi di 4 ed uno da 3 squadre secondo criteri geografici. Le prime due classificate di ogni girone si qualificano per la fase a eliminazione diretta, giocata con partite di andata e ritorno dagli ottavi sino alla finale.

## Squadre partecipanti
| Nazione      | Numero       | Squadre (posizione in classifica nel proprio campionato 2013–2014) | Squadre (posizione in classifica nel proprio campionato 2013–2014) | Squadre (posizione in classifica nel proprio campionato 2013–2014) | Squadre (posizione in classifica nel proprio campionato 2013–2014) | Squadre (posizione in classifica nel proprio campionato 2013–2014) |
| Conference 1 | Conference 1 | Conference 1                                                       | Conference 1                                                       | Conference 1                                                       | Conference 1                                                       | Conference 1                                                       |
| ------------ | ------------ | ------------------------------------------------------------------ | ------------------------------------------------------------------ | ------------------------------------------------------------------ | ------------------------------------------------------------------ | ------------------------------------------------------------------ |
| Russia       | 5            | Dinamo Mosca (quarta)                                              | Sparta&K Vidnoe (quinta)                                           | Čevakata Vologda (sesta)                                           | Enisey Krasnoyarsk (nona)                                          | Spartak Noginsk (decima)                                           |
| Turchia      | 5            | İstanbul Üniversitesi (quarta)                                     | Adana Botaş (quinta)                                               | Mersin (sesta)                                                     | Beşiktaş (settima)                                                 | Orduspor (ottava)                                                  |
| Lituania     | 3            | Kibirkštis VICI (prima)                                            | Klaipėdos Fortūna (quarta)                                         | Utenos Utena (settima)                                             |                                                                    |                                                                    |
| Bielorussia  | 2            | Cmoki Minsk (prima)                                                | Haryzont Minsk (seconda)                                           |                                                                    |                                                                    |                                                                    |
| Israele      | 1            | Maccabi Bnot Ashdod (prima)                                        |                                                                    |                                                                    |                                                                    |                                                                    |
| Conference 2 |              |                                                                    |                                                                    |                                                                    |                                                                    |                                                                    |
| Ungheria     | 5            | PINKK-Pécsi 424 (prima)                                            | PEAC-Pécs (seconda)                                                | UNIQA Euroleasing Sopron (terza)                                   | DVTK Miskolc (quarta)                                              | UNI Győr (quinta)                                                  |
| Francia      | 4            | Villeneuve d'Ascq (terza)                                          | Basket Landes (quarta)                                             | Nantes Rezé (sesta)                                                | Flammes Carolo Basket (settima)                                    |                                                                    |
| Belgio       | 3            | Belfius Namur Capitale (prima)                                     | Castors Braine (seconda)                                           | Lotto Young Cats                                                   |                                                                    |                                                                    |
| Germania     | 1            | Wasserburg (prima)                                                 |                                                                    |                                                                    |                                                                    |                                                                    |
| Portogallo   | 1            | Quinta dos Lombos Cascais (prima)                                  |                                                                    |                                                                    |                                                                    |                                                                    |
| Svezia       | 1            | Udominate Umeå (prima)                                             |                                                                    |                                                                    |                                                                    |                                                                    |

## Regular season
La regular season è iniziata il 5 novembre 2014 ed è terminata il 18 dicembre 2014.
      Squadre qualificate agli ottavi di finale
      Squadre eliminate

### Conference 1

#### Gruppo A
Classifica
|    | Squadra            | Pt. | G | V | P | PF  | PS  | diff |
| -- | ------------------ | --- | - | - | - | --- | --- | ---- |
| 1. | Maccabi Bnot       | 11  | 6 | 5 | 1 | 433 | 367 | +66  |
| 2. | Adana Botaş        | 10  | 6 | 4 | 2 | 454 | 438 | +16  |
| 3. | Dinamo Mosca       | 8   | 6 | 2 | 4 | 437 | 458 | -21  |
| 4. | Enisey Krasnoyarsk | 7   | 6 | 1 | 5 | 402 | 463 | -61  |

Risultati
| MAC   | BOT   | MOS   | ENI   |
| ----- | ----- | ----- | ----- |
|       | 62-72 | 78-71 | 69-46 |
| 61-78 |       | 76-56 | 92-90 |
| 59-76 | 82-90 |       | 81-74 |
| 58-70 | 70-63 | 64-88 |       |

#### Gruppo B
Classifica
|    | Squadra               | Pt. | G | V | P | PF  | PS  | diff |
| -- | --------------------- | --- | - | - | - | --- | --- | ---- |
| 1. | Čevakata Vologda      | 11  | 6 | 5 | 1 | 400 | 382 | +18  |
| 2. | İstanbul Üniversitesi | 10  | 6 | 4 | 2 | 439 | 343 | +96  |
| 3. | Utenos Utena          | 8   | 6 | 2 | 4 | 387 | 419 | -32  |
| 4. | Cmoki Minsk           | 7   | 6 | 1 | 5 | 349 | 431 | -82  |

Risultati
| ČEV   | IST   | UTE   | MIN   |
| ----- | ----- | ----- | ----- |
|       | 61-59 | 69-59 | 66-57 |
| 77-69 |       | 72-49 | 66-47 |
| 68-70 | 72-70 |       | 77-66 |
| 62-65 | 45-95 | 72-62 |       |

#### Gruppo C
Classifica
|    | Squadra           | Pt. | G | V | P | PF  | PS  | diff |
| -- | ----------------- | --- | - | - | - | --- | --- | ---- |
| 1. | Mersin            | 11  | 6 | 5 | 1 | 462 | 387 | +75  |
| 2. | Sparta&K Vidnoe   | 11  | 6 | 5 | 1 | 462 | 345 | +117 |
| 3. | Orduspor          | 8   | 6 | 2 | 4 | 410 | 420 | -10  |
| 4. | Klaipėdos Fortūna | 6   | 6 | 0 | 6 | 354 | 536 | -182 |

1. ↑  Al primo posto per differenza punti di +4 nel confronto diretto con Sparta&K Vidnoe

Risultati
| MER   | VID   | ORD   | KLA   |
| ----- | ----- | ----- | ----- |
|       | 66-54 | 79-66 | 92-61 |
| 85-77 |       | 81-48 | 86-37 |
| 62-65 | 49-66 |       | 94-69 |
| 59-83 | 68-90 | 60-91 |       |

#### Gruppo D
Classifica
|    | Squadra         | Pt. | G | V | P | PF  | PS  | diff |
| -- | --------------- | --- | - | - | - | --- | --- | ---- |
| 1. | Beşiktaş        | 11  | 6 | 5 | 1 | 433 | 354 | +79  |
| 2. | Spartak Noginsk | 11  | 6 | 5 | 1 | 442 | 414 | +28  |
| 3. | Kibirkštis-VICI | 7   | 6 | 1 | 5 | 343 | 400 | -57  |
| 4. | Haryzont Minsk  | 7   | 6 | 1 | 5 | 394 | 444 | -50  |

Risultati
| BES   | NOG   | KIB   | HMI     |
| ----- | ----- | ----- | ------- |
|       | 93-72 | 72-52 | 56-46   |
| 65-50 |       | 66-51 | 103-100 |
| 53-84 | 53-63 |       | 61-64   |
| 66-78 | 67-73 | 51-73 |         |

### Conference 2

#### Gruppo E
Classifica
|    | Squadra               | Pt. | G | V | P | PF  | PS  | diff |
| -- | --------------------- | --- | - | - | - | --- | --- | ---- |
| 1. | Castors Braine        | 12  | 6 | 6 | 0 | 512 | 357 | +155 |
| 2. | Flammes Carolo Basket | 10  | 6 | 4 | 2 | 405 | 416 | -11  |
| 3. | DVTK Miskolc          | 7   | 6 | 1 | 5 | 404 | 438 | -34  |
| 4. | Lombos Cascais        | 7   | 6 | 1 | 5 | 395 | 505 | -110 |

Risultati
| BRA    | CAR   | MIS   | CAS   |
| ------ | ----- | ----- | ----- |
|        | 70-51 | 87-65 | 92-68 |
| 58-85  |       | 70-65 | 74-68 |
| 59-78  | 59-69 |       | 80-53 |
| 56-100 | 69-83 | 81-76 |       |

#### Gruppo F
Classifica
|    | Squadra           | Pt. | G | V | P | PF  | PS  | diff |
| -- | ----------------- | --- | - | - | - | --- | --- | ---- |
| 1. | Villeneuve d'Ascq | 8   | 4 | 4 | 0 | 321 | 249 | +72  |
| 2. | Udominate Umeå    | 6   | 4 | 2 | 2 | 258 | 283 | -25  |
| 3. | UNI Győr          | 4   | 4 | 0 | 4 | 260 | 307 | -47  |

Risultati
| VIL   | UME   | GYO   |
| ----- | ----- | ----- |
|       | 85-59 | 82-59 |
| 53-75 |       | 72-58 |
| 78-79 | 65-74 |       |

#### Gruppo G
Classifica
|    | Squadra          | Pt. | G | V | P | PF  | PS  | diff |
| -- | ---------------- | --- | - | - | - | --- | --- | ---- |
| 1. | Nantes Rezé      | 11  | 6 | 5 | 1 | 424 | 335 | +89  |
| 2. | PEAC-Pécs        | 10  | 6 | 4 | 2 | 410 | 378 | +32  |
| 3. | Wasserburg       | 9   | 6 | 3 | 3 | 437 | 379 | +58  |
| 4. | Lotto Young Cats | 6   | 6 | 0 | 6 | 312 | 491 | -179 |

Risultati
| NAN   | PEC   | WAS   | YCA   |
| ----- | ----- | ----- | ----- |
|       | 64-62 | 76-53 | 76-41 |
| 61-54 |       | 86-74 | 81-57 |
| 61-62 | 75-52 |       | 86-63 |
| 57-92 | 54-68 | 40-88 |       |

#### Gruppo H
Classifica
|    | Squadra                  | Pt. | G | V | P | PF  | PS  | diff |
| -- | ------------------------ | --- | - | - | - | --- | --- | ---- |
| 1. | UNIQA Euroleasing Sopron | 12  | 6 | 6 | 0 | 458 | 369 | +89  |
| 2. | Belfius Namur Capitale   | 9   | 6 | 3 | 3 | 401 | 422 | -21  |
| 3. | Basket Landes            | 8   | 6 | 2 | 4 | 366 | 382 | -16  |
| 4. | PINKK-Pécsi 424          | 7   | 6 | 1 | 5 | 366 | 418 | -52  |

Risultati
| SOP   | NAM   | LAN   | PEC   |
| ----- | ----- | ----- | ----- |
|       | 83-76 | 81-54 | 65-59 |
| 54-83 |       | 56-55 | 69-75 |
| 62-65 | 65-73 |       | 61-52 |
| 64-81 | 61-73 | 55-69 |       |

## Play-off
La classifica delle 16 migliori squadre dopo la regular season tiene conto degli incontri fra le prime tre squadre nei gironi da quattro.
| ordine | squadra                  | punti | G | V | P | PF  | PS  | Diff. | posizione   |
| ------ | ------------------------ | ----- | - | - | - | --- | --- | ----- | ----------- |
| 1      | Castors Braine           | 8     | 4 | 4 | 0 | 320 | 233 | +87   | 1º gruppo E |
| 2      | Villeneuve d'Ascq        | 8     | 4 | 4 | 0 | 321 | 249 | +72   | 1º gruppo F |
| 3      | UNIQA Euroleasing Sopron | 8     | 4 | 4 | 0 | 312 | 246 | +66   | 1º gruppo H |
| 4      | Beşiktaş                 | 7     | 4 | 3 | 1 | 299 | 242 | +57   | 1º gruppo D |
| 5      | Sparta&K Vidnoe          | 7     | 4 | 3 | 1 | 286 | 240 | +46   | 2º gruppo C |
| 6      | Maccabi Bnot             | 7     | 4 | 3 | 1 | 294 | 263 | +31   | 1º gruppo A |
| 7      | Adana Botaş              | 7     | 4 | 3 | 1 | 299 | 278 | +21   | 2º gruppo A |
| 8      | Mersin                   | 7     | 4 | 3 | 1 | 287 | 267 | +20   | 1º gruppo C |
| 9      | Spartak Noginsk          | 7     | 4 | 3 | 1 | 266 | 247 | +19   | 2º gruppo D |
| 10     | Nantes Rezé              | 7     | 4 | 3 | 1 | 256 | 237 | +19   | 1º gruppo G |
| 11     | Čevakata Vologda         | 7     | 4 | 3 | 1 | 269 | 263 | +6    | 1º gruppo B |
| 12     | İstanbul Üniversitesi    | 6     | 4 | 2 | 2 | 278 | 251 | +27   | 2º gruppo B |
| 13     | PEAC-Pécs                | 6     | 4 | 2 | 2 | 261 | 267 | -6    | 2º gruppo G |
| 14     | Udominate Umeå           | 6     | 4 | 2 | 2 | 258 | 283 | -25   | 2º gruppo F |
| 15     | Belfius Namur Capitale   | 6     | 4 | 2 | 2 | 259 | 286 | -27   | 2º gruppo H |
| 16     | Flammes Carolo Basket    | 6     | 4 | 2 | 2 | 248 | 279 | -31   | 2º gruppo E |

### Ottavi di finale
Le partite di andata si sono giocate il 14 e il 15 gennaio, quelle di ritorno il 22 gennaio 2015.
| Squadra 1                  | Totale    | Squadra 2                  | Andata   | Ritorno |
| -------------------------- | --------- | -------------------------- | -------- | ------- |
| (16) Carolo Basket         | 126 - 148 | Castors Braine (1)         | 74 - 87  | 52 - 61 |
| (15) Belfius Namur         | 108 - 145 | ESBVA-LM (2)               | 54 - 60  | 54 - 85 |
| (14) Udominate Basket      | 155 - 184 | UE Sopron (3)              | 79 - 103 | 76 - 81 |
| (13) PEAC-Pécs             | 106 - 135 | Beşiktaş (4)               | 56 - 63  | 50 - 72 |
| (12) İstanbul Üniversitesi | 137 - 133 | Sparta&K Moscow Region (5) | 69 - 71  | 68 - 62 |
| (11) Čevakata Vologda      | 117 - 131 | Maccabi Bnot (6)           | 67 - 71  | 50 - 60 |
| (10) Nantes Rezé           | 153 - 160 | Adana Botaş (7)            | 84 - 70  | 69 - 90 |
| (9) Spartak Noginsk        | 139 - 157 | Mersin (8)                 | 59 - 82  | 80 - 75 |

### Quarti di finale
Le partite di andata si sono giocate il 4 e il 5 febbraio, quelle di ritorno l'11 e il 12 febbraio 2015.
| Squadra 1                  | Totale    | Squadra 2          | Andata  | Ritorno |
| -------------------------- | --------- | ------------------ | ------- | ------- |
| (8) Mersin                 | 153 - 154 | Castors Braine (1) | 77 - 72 | 76 - 82 |
| (7) Adana Botaş            | 115 - 137 | ESBVA-LM (2)       | 63 - 76 | 52 - 61 |
| (6) Maccabi Bnot           | 165 - 137 | UE Sopron (3)      | 78 - 77 | 87 - 60 |
| (12) İstanbul Üniversitesi | 132 - 126 | Beşiktaş (4)       | 72 - 68 | 60 - 58 |

### Semifinali
Le partite di andata si sono giocate il 26 febbraio, quelle di ritorno il 5 marzo 2015.
| Squadra 1                  | Totale    | Squadra 2          | Andata  | Ritorno |
| -------------------------- | --------- | ------------------ | ------- | ------- |
| (12) İstanbul Üniversitesi | 138 - 155 | Castors Braine (1) | 73 - 77 | 65 - 78 |
| (6) Maccabi Bnot           | 122 - 129 | ESBVA-LM (2)       | 66 - 57 | 56 - 72 |

### Finale
La partita di andata si è giocata il 19 marzo a Villeneuve d'Ascq, il 26 marzo 2015 il ritorno a Braine-l'Alleud.
| Squadra 1    | Totale    | Squadra 2          | Andata  | Ritorno |
| ------------ | --------- | ------------------ | ------- | ------- |
| (2) ESBVA-LM | 137 - 121 | Castors Braine (1) | 64 - 68 | 73 - 53 |

## Verdetti
- Vincitrice:  Villeneuve d'Ascq (1º titolo)
Formazione:[9] (4) Megan Mahoney, (5) Virginie Brémont, (8) Katarina Ristić, (9) Johanne Gomis, (10) Laëtitia Kamba, (11) Géraldine Robert, (12) Ann Wauters, (13) Fatimatou Sacko, (15) Lorraine Lokoka, (24) Élise Fagnez, (25) Marielle Amant. Allenatore: Frédéric Dusart.